# Crédit social
Ne doit pas être confondu avec Système de crédit social.
 (mars 2012).
Le crédit social est une idéologie économique et un mouvement social qui est apparu au début des années 1920. À l'origine, c'était une théorie économique développée par l'ingénieur écossais Clifford Hugh Douglas. Chaque citoyen reçoit chaque année un total de monnaie créée proportionnel à la croissance des biens et services, et inversement proportionnel au nombre de citoyens de la zone monétaire. Le nom « crédit social » dérive de son désir de faire que le but du système monétaire (« crédit ») soit l'amélioration de la société (« social »).
Le crédit social est aussi appelé dividende universel, dividende social ou, de façon sans doute plus adaptée, dividende monétaire.

## Théorie
Clifford Hugh Douglas affirmait qu'en raison du fait que le total des revenus reçus dans une période de production donnée est moins important que les prix générés dans cette même période, il en résulte une déficience dans le pouvoir d'achat dans cette période. C'est pour résoudre ce problème qu'il propose le crédit social.

### Le théorème A+B
La production de crédits par ailleurs, qui temporairement peut faire apparaitre la masse monétaire comme suffisante, conduit à la formation de « bulles » monétaires, vouées à s'effondrer mécaniquement, puisqu'au fur et à mesure que ces crédits payent leur dette associée, cette monnaie temporairement disponible disparaît.
Il apparaît alors, lorsque la bulle monétaire s'est mécaniquement effondrée, que la masse des biens produits est très supérieure à la monnaie réelle résultante, provoquant de facto une déflation, et une crise.
Il démontrait cette déficience alléguée avec son théorème A+B qui dit que si A représente les paiements versés à tous les consommateurs dans l'économie (par les salaires, dividendes et autre) et B représente les paiements faits par les producteurs qui ne sont pas versés aux consommateurs (tels que les coûts de base des édifices et du renouvellement de l'équipement) alors le prix total des biens produits doit égaler A+B au minimum ; mais puisque seuls les paiements A sont reçus par les consommateurs en revenus, alors les revenus disponibles sont moins grands que les prix générés dans cette même période de production.
Pour qu'un tel système soit soutenable, Douglas affirmait qu'une ou plusieurs des situations suivantes devait se produire :
- Les gens s'endettent en achetant à crédit.
- Les gouvernements empruntent et augmentent la dette nationale.
- Les entreprises empruntent aux banques pour financer leur expansion de façon à créer de la nouvelle monnaie.
- Les entreprises vendent en dessous de leurs coûts et font éventuellement faillite.
- Un État gagne une guerre commerciale, endettant les étrangers envers nous pour nos surplus d'exportations.
- Un État fait une vraie guerre, « exportant » des biens tels que des tanks et des bombes à l'ennemi sans s'attendre à un paiement en retour, en le finançant par des emprunts.

Si ces situations ne se produisent pas, « les entreprises doivent licencier leurs travailleurs, le chômage augmente, l'économie stagne, les impôts restent impayés, les gouvernements réduisent les services et nous avons la pauvreté générale, alors que physiquement nous pourrions tous vivre dans l'abondance ».

### La solution du crédit social
Douglas pense que le crédit social peut corriger ce problème en s'assurant qu'il y ait toujours suffisamment de monnaie (crédits) en circulation pour acheter tous les biens qui peuvent être produits. Sa solution est définie par trois revendications principales :
1. Qu'un « Bureau de crédit national » calcule sur une base statistique le nombre de crédits qui doit circuler dans l'économie ;
2. Un mécanisme d'ajustement de prix qui reflète le vrai coût de la production ;
3. Qu'un « dividende national » donne un revenu de base garanti à tous sans tenir compte du fait qu'ils aient ou non un emploi.

L'ingénieur affirme que cette dernière demande a du bon sens puisque la technologie a réduit le nombre de travailleurs nécessaires pour produire les biens ainsi que le nombre d'heures qu'ils doivent travailler.
Les idées de Douglas jouissent d'une grande popularité au cours de la Grande Dépression, mais pas assez toutefois pour réaliser son plan.

### Démonstration
Soient :
- TBS le total de la valorisation des biens et services ;
- M0 la masse monétaire réelle (hors crédits) ;
- DM le Dividende Monétaire ;
- A l’année en cours ;
- N le nombre total de citoyens de la zone monétaire ;
- R le rapport constant entre M0 et TBS : R = M0 / TBS, R étant inférieur à 1.

Chaque citoyen, associé monétaire, reçoit chaque année un total de monnaie créée de :
DM(A + 1) = [R * TBS(A + 1) - MO(A)] / N
Ou dit autrement puisque MO(A) = R × TBS(A)
DM(A + 1) = R/N [TBS(A + 1) - TBS(A)]
Ainsi le dividende monétaire est proportionnel à la croissance des biens et services, et inversement proportionnel au nombre de citoyens de la zone monétaire.

### Application numérique
En zone Euro une masse monétaire de 3 000 milliards d'euros pour 300 millions d'habitants donnerait pour une croissance de 3 % un dividende monétaire de 300 euros.
En faisant ainsi, chaque année la masse monétaire réelle, dont la croissance est justement équilibrée entre tous les citoyens par ce moyen, s'ajuste à la création de valeur (biens et services).

## Liste des groupes relevant du Crédit social

### Australie
- Australian League of Rights
- Douglas Credit Party

### Canada

#### Au niveau fédéral
Le mouvement créditiste canadien a été de loin le plus important mouvement à défendre cette théorie au niveau mondial.
- Parti Crédit social du Canada
- Ralliement créditiste
- Parti abolitionniste du canada/Parti créditiste chrétien
- Parti action canadienne
- Parti global du Canada

#### Au niveau provincial
- Parti Crédit social de l'Alberta
- Parti Crédit social de la Colombie-Britannique
- Parti Crédit social du Manitoba
- Parti Crédit social de l'Ontario
- Ralliement créditiste du Québec
- Parti Crédit social de la Saskatchewan

#### Organismes
- Pèlerins de Saint Michel
- Committee on Monetary and Economic Reform

- Voir aussi Certificat de prospérité

### France
Louis Even, citoyen français expatrié au Canada, tenta d'implanter le Crédit Social en France dans les années 1960 après son implantation au Canada.

Le crédit social a depuis été soutenu par nombre d'économistes dont le prix Nobel d'économie Maurice Allais qui dénonce une économie basée non pas sur la monnaie réelle, mais la monnaie-dette (création de la monnaie avec du crédit, amenée à disparaître au fur et à mesure du remboursement de celui-ci).

### Royaume-Uni
En Angleterre, le groupe Kibbo Kift, qui s'était détaché du mouvement scout, s'est transformé pour devenir le Green Shirt Movement for Social Credit, un mouvement paramilitaire, portant des uniformes, qui organisa des marches, des manifestations et d'autres agitations dans les années 1930 pour revendiquer l'introduction d'un système de crédit social.

### Nouvelle-Zélande
- Le Parti Crédit social (Nouvelle-Zélande) a remporté plusieurs sièges au parlement national, remportant 21 % des voix lors d'une élection[Laquelle ?].
- Country Party (Nouvelle-Zélande)
- Parti démocratique de Nouvelle-Zélande
- Nouveau Parti démocratique (Nouvelle-Zélande)
- Real Democracy Movement